# Alexandre (nom)
Alexandre és un nom masculí utilitzat com a nom de bateig a partir del Renaixement. Aquest nom, portat per nombrosos sants, té el seu origen en el grec antic: Αλέξανδρος (Alexandros) significa «el que rebutja el guerrer (l'enemic)» o més generalment "protector dels homes". Esdevingut cèlebre gràcies a Alexandre el Gran, ha estat transcrit en egipci:
| G1 | E23 · V31 | O34 · N35 | D46 · D21 · O34 |

| G1 | E23 · V31 | O34 · N35 | D46 · D21 · O34 |

Com d'altres noms, Alexandre ha esdevingut també un patronímic i és igualment utilitzat en noms compostos (Pere Alexandre, Francesc Alexandre...).

## Variants
DiminutiusÀlex, Sandre, Sandra, Sandro.
FemeninsAlexandra, Aleixandra, Alexandrina, Aleixandrina, Alexis, Alèxia.
MasculinsAlexis, Aleix, Aleixandre.